# صعوبة الترجمة
صعوبة الترجمة هي عكس سهولتها. الترجمة تكون سهلة لبعض الكلمات المعروفة من سبيل كلمات التحية. لكنها تصعب أحيانا مع كلمات تختزل معاني مركبة.

## للعربية
- السغب: الجوع والتعب في آن واحد[1]